# 천홍욱
천홍욱(千泓昱, 1960년 5월 18일 ~ )은 대한민국의 제27대 관세청장을 역임한 공무원이다. 본관은 영양(潁陽)이며, 경상북도 문경시 출신이다.

## 생애
한국외국어대학교 행정학과 재학 중 1983년 제27회 행정고시 합격하여 관세청에서 근무했다. 제19대 관세청 차장을 거쳐 제27대 관세청장을 역임하였다.

## 학력
- 1979년 : 동성고등학교 졸업
- 1984년 : 한국외국어대학교 행정학 학사
- 1986년 : 서울대학교 행정대학원 행정학 석사
- 1992년 : 시라큐스대학교 대학원 행정학 석사
- 2012년 : 중앙대학교 대학원 경영학 박사

## 경력
- 1983 : 제27회 행정고시 합격
- 1984 : 관세청 통관국 사무관, 서기관
- 관세청 자료관리실 사무관, 서리관
- 관세청 정보관리실 사무관, 서기관
- 1997 ~ 2000 : 주 일본 대한민국 대사관 관세협력관
- 2000 : 관세청 수출통관과장
- 관세청 종합심사과장
- 관세청 기획예산담당관
- 관세청 혁신기획관
- 인천본부세관 조사감시국장
- 2005 : 관세청 감사관
- 관세청 통관지원국장
- 관세청 기획조정관
- 2010 ~ 2012 : 서울본부세관장
- 2012 ~ 2013 : 관세청 심사정책국장
- 2013 ~ 2015 : 관세청 차장
- 2015 ~ 2016 : 국가관세종합정보망운영연합회 회장
- 2016 ~ 2017 : 관세청 청장
- 2018 ~ : 관세법인 신대륙 회장(관세 관련 쟁송 자문)
- 2023 ~ : (주)신세계푸드 사외이사
  - 신세계푸드 감사위원회 위원
  - 신세계푸드 사외이사추천후위원회 위원장
  - 신세계푸드 ESG위원회 위원장
- 2023 ~ : 국세 예규 심사위원회 위원

## 수상
- 2002년 : 근정포장
- 2008년 : 홍조근정훈장

| 전임 김낙회 | 제27대 관세청장 2016년 5월 24일 ~ 2017년 7월 14일 | 후임 김영문 김종열(직무대리) |

| 전임 김철수 | 제19대 관세청 차장 2013년 4월 12일 ~ 2015년 3월 9일 | 후임 이돈현 |